# Harry Oosterman
Harry Oosterman (Drachten, 13 augustus 1957) is een Nederlandse bestuurder en politicus van het CDA.

## Biografie
Hij studeerde geschiedenis aan de Rijksuniversiteit Groningen. Na daar te zijn afgestudeerd was hij een jaar docent geschiedenis aan het Bogerman College in Sneek. Vervolgens was Oosterman van 1984 tot 1989 journalist bij het Friesch Dagblad en daarna was hij dertien jaar de directeur van het Instituut voor landbouwcoöperaties. Vanaf 2001 was Oosterman senior adviseur bij Netherlands Institute for Co-operative Entrepreneurship. Ondertussen was hij ook politiek actief. In 1995 werd hij gemeenteraadslid in Littenseradeel vier jaar later werd hij lid van de Provinciale Staten van Friesland. Vanaf oktober 2005 was Oosterman de burgemeester van Ooststellingwerf. In 2011 en 2017 is Oosterman herbenoemd als burgemeester van Ooststellingwerf. Op 18 december 2020 werd bekend dat hij per 1 augustus 2021 stopt als burgemeester van Ooststellingwerf. Per 1 augustus van dat jaar werd VVD'er Sandra Korthuis benoemd tot waarnemend burgemeester van Ooststellingwerf.